# Blake Woodruff
Blake Woodruff, född 19 juni 1995 i Flagstaff, Arizona, är en amerikansk skådespelare. Han är bland annat känd för rollen som Mike Baker i filmerna Fullt hus och Fullt hus igen.